# Clima

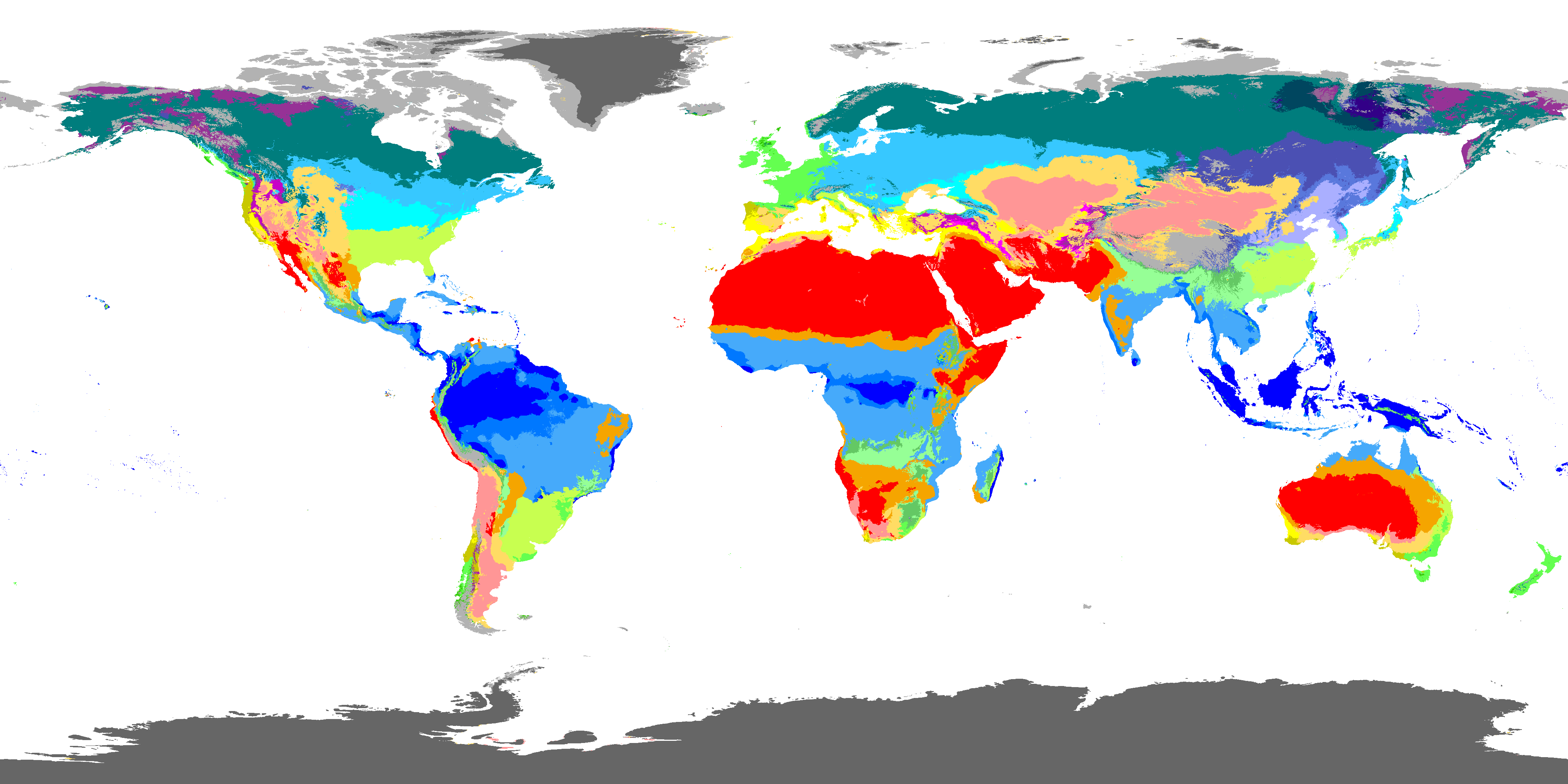
Zones climàtiques del món segons la classificació climàtica de Köppen

El clima és el conjunt de condicions mitjanes del temps meteorològic a llarg termini, que generalment es calculen sobre un període de 30 anys. Entre les variables meteorològiques que se solen mesurar hi ha la temperatura de l'aire, la humitat relativa de l'aire, la pressió atmosfèrica, el vent i la precipitació. En un sentit més ampli, el clima és l'estat dels components del sistema climàtic, que també inclou els oceans i el gel de la Terra. Els factors que influeixen en el clima de cada regió són la latitud, el terreny i l'altitud, així com les eventuals masses d'aigua pròximes i els seus corrents. En termes més generals, el «clima» d'una regió és l'estat general del seu sistema climàtic en el moment actual.
Els climes es poden classificar segons els valors mitjans i intervals típics de les diverses variables, que generalment són la temperatura i la precipitació. La classificació climàtica de Köppen fou el sistema més usat durant molt de temps. El sistema de Thornthwaite, presentat el 1948, incorpora l'evapotranspiració a les dades de temperatura i precipitació i serveix per estudiar la biodiversitat i els efectes del canvi climàtic sobre ella. El sistema de Bergeron i el sistema de classificació espacial sinòptic se centren en l'origen de les masses d'aire que determinen el clima de cada regió.
La climatologia és la ciència que estudia els climes i els fenòmens atmosfèrics d’un país, a una latitud i a una altitud determinades. La ciència del clima que estudia els factors que el produeixen, els elements que el formen, la distribució que té sobre la superfície de la Terra i la influència que exerceix sobre els éssers vius. La climatologia opera amb dades procedents de les observacions meteorològiques durant llargs períodes (30-35 anys), de les quals n'extreu els valors mitjans i els valors extrems, les oscil·lacions periòdiques i la freqüència o repetició dels fenòmens atmosfèrics. Amb aquestes dades elabora mapes, gràfiques i diagrames que reflecteixin les condicions climàtiques d’un lloc determinat.
La paleoclimatologia és l'estudi del clima dels períodes anteriors a la invenció dels instruments dedicats a les observacions meteorològiques. Com que hi ha molt poques observacions directes del clima d'abans del segle xix, els paleoclimes es reconstrueixen a partir d'indicadors que inclouen proves geològiques, com ara els sediments lacustres i els testimonis de gel, i biològiques, com ara els anells dels arbres i els coralls. Els models climàtics són models matemàtics dels climes del passat, el present i el futur. El clima pot canviar en períodes curts o llargs com a resultat de diversos factors. L'escalfament global condueix a redistribucions. Per exemple, «un canvi de 3 °C en les temperatures anuals mitjanes correspon a un desplaçament de les isotermes d'aproximadament 300-400 km en termes de latitud (a la zona temperada) o 500 m en termes d'elevació. Així doncs, s'espera que les espècies pugin a altituds superiors o migrin cap als pols en resposta a aquests canvis en les zones climàtiques».

## Definició

Mapa generalista de les temperatures globals amb un diferencial de fred i calor senzill

El mateix mapa, amb tres graus de diferencial de temperatura

La paraula «clima» deriva del mot grec antic κλίμα (klima), que significa 'inclinació'. Se sol definir com el conjunt de condicions mitjanes del temps meteorològic a llarg termini. El període d'observacions estàndard és de 30 anys, però se'n poden utilitzar d'altres segons l'objectiu que es persegueixi. El clima també inclou estadístiques que no són valors mitjans, com ara la magnitud de les variacions d'un dia a l'altre o d'un any a l'altre. El Tercer Informe d'Avaluació del Grup Intergovernamental sobre el Canvi Climàtic (IPCC) n'ofereix la definició següent:
| « | En sentit estricte, el clima se sol definir com el "temps mitjà" o, de manera més rigorosa, com la descripció en termes de valors mitjans i variabilitat de quantitats rellevants durant un període que va des de mesos fins a milers o milions d'anys. L'Organització Meteorològica Mundial (OMM) defineix com a estàndard el període tradicional de 30 anys. En general, aquestes quantitats són variables de superfície, com ara la temperatura, la precipitació i el vent. En un sentit més ampli, el clima és l'estat del sistema climàtic, incloent-hi una descripció estadística. | » |
| — | |   |

L'Organització Meteorològica Mundial (OMM) descriu les normals climàtiques com a «punts de referència que utilitzen els climatòlegs per comparar les tendències climatològiques actuals amb les del passat o amb allò que es considera «normal». Una normal es defineix com la mitjana aritmètica d'un element del clima (p. ex.: temperatura) al llarg d'un període de 30 anys. Es fa servir un període de 30 anys perquè és prou llarg per filtrar les variacions interanuals i les anomalies i, alhora, prou curt per mostrar tendències climàtiques més llargues». L'OMM sorgí de l'Organització Meteorològica Internacional, que el 1929 establí una comissió tècnica de climatologia. En la seva assemblea del 1934 a Wiesbaden (Alemanya), la comissió tècnica designà els 30 anys que van des del 1901 fins al 1930 com a període de referència per a les normals climatològiques estàndard. El 1982, l'OMM acordà actualitzar les normals basant-se en les dades d'entre l'1 de gener del 1961 i el 31 de desembre del 1990.
El climatòleg britànic Mike Hulme resumí la diferència entre el clima i el temps en la popular frase Climate is what you expect, weather is what you get El clima és allò que hom suposa que passarà, el temps és allò que acaba passant'). Hi ha una sèrie de variables que es mantenen gairebé constants al llarg de la història i determinen el clima, incloent-hi la latitud, l'altitud, la proporció de terra i aigua i la proximitat als oceans i les muntanyes. Aquestes variables geogràsfiques tarden milions anys a canviar mitjançant processos com ara la tectònica de plaques. Altres factors que influeixen en el clima tenen una naturalesa més dinàmica, com ara la circulació termohalina de l'oceà, que escalfa el nord l'oceà Atlàntic 5 °C en comparació amb altres conques. Altres corrents oceànics redistribueixen la calor entre la terra i l'aigua a una escala més regional. La densitat i el tipus de vegetació afecta l'absorció de la calor del Sol, així com la retenció d'aigua i les precipitacions a escala regional. Els canvis en la quantitat de gasos amb efecte d'hivernacle que hi ha a l'atmosfera, determinen la quantitat d'energia solar que reté el planeta i, per tant, condueixen cap a un escalfament, o bé cap a un refredament global. Les variables que determinen el clima són moltes i interactuen de maneres molt complexes, però se n'han esbrinat els principis generals, com a mínim pel que fa als factors determinants del canvi climàtic històric.

## Classificacions
Es fan servir diversos sistemes per classificar els climes en règims similars. El clima és un dels principals factors que afecten la vida, així que la classificació climàtica pot estar íntimament relacionada amb la classificació per biomes.
Els sistemes depenen de les dades observades que s'escullen en funció dels objectius de recerca. A l'antiga Grècia, per exemple, els era suficient basar-se en la latitud de cada lloc. Actualment tant els objectius com els mètodes són molt nombrosos, però es poden dividir entre mètodes genètics, enfocats en les causes del clima, i mètodes empírics, encarats en les conseqüències.
Els climes es poden classificar segons els valors mitjans i intervals típics de diverses variables, que generalment són la temperatura i la precipitació. La classificació climàtica de Köppen fou el sistema més usat durant molt de temps. El sistema de Thornthwaite, presentat el 1948, incorpora l'evapotranspiració juntament amb les dades de temperatura i precipitació i serveix per estudiar la biodiversitat i els efectes del canvi climàtic sobre ella.
El sistema de Bergeron i el sistema de classificació espacial sinòptic se centren en l'origen de les masses d'aire que determinen el clima de cada regió. La classificació més simple és la que considera les masses d'aire, sent la classificació de Bergeron la més àmpliament acceptada d'aquest tipus. Basada en la de Bergeron hi ha el sistema de classificació espacial sinòptic, o SSC per les seves sigles en anglès.
La classificació de Thornthwaite es basa en els aqüífers i la de Köppen pren com a referència la vegetació. La classificació climàtica de Trewartha és una versió modificada de la de Köppen que intenta redefinir els grups climàtics, més ajustats a la zonificació de la vegetació.
Una representació molt simple i usada per a identificar un clima d'un cop d'ull i per a poder comparar diversos climes és el climograma, que representa les variacions mensuals de precipitacions i de temperatura en un indret. A excepció del clima equatorial, cal un diagrama per a cada hemisferi.

### Classificació de Bergeron i la classificació sinòptica espacial

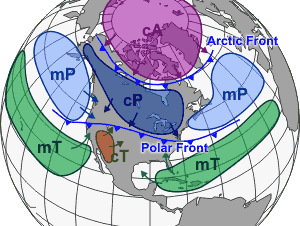
Imatge: Classificació de Bergeron. Tipus de masses d'aire a l'hemisferi nord segons el seu origen.

La classificació de Bergeron és la forma més àmpliament acceptada de classificació de masses d'aire, centrada principalment en l'origen de les masses d'aire. Les tres lletres de la classificació de la massa d'aire especifiquen els tipus de massa d'aire.
- Primera lletra descriu les propietats d'humitat; c s'utilitza per a masses d'aire continental (sec) i m per a masses d'aire marítim (humit).
- Segona lletra descriu la característica tèrmica de la seva regió d'origen: T per a tropical, P per a polar, A per a àrtic o antàrtic, M per a monsó, E per a l'equatorial i S per a l'aire de subsidència (aire sec format per un important moviment descendent de l'atmosfera).
- Tercera lletra designa l'estabilitat de l'atmosfera. k si la massa d'aire és més freda que la superfície que hi ha sota, s'etiqueta i w si és més calenta.

Durant la dècada de 1950, la identificació de la massa d'aire es va utilitzar en la previsió meteorològica que més tard es va desenvolupar per convertir-se en la climatologia sinòptica.

#### Sistema sinòptic espacial SSC
Basat en l'esquema de classificació de Bergeron, el sistema SSC (Spatial Synoptic Classification System) inclou sis categories de masses d'aire:
- Polar sec. Semblant al polar continental
- Sec moderat. Semblant al polar marítim
- Tropical sec. Semblant al tropical continental
- Polar humit. Semblant al polar marítim
- Humit Moderat. Híbrid entre el polar marítim i el tropical marítim)
- Tropical humit. Similar al tropical marítim, el monsònic marítim o l'equatorial marítim.[13]

### Classificació de Köppen

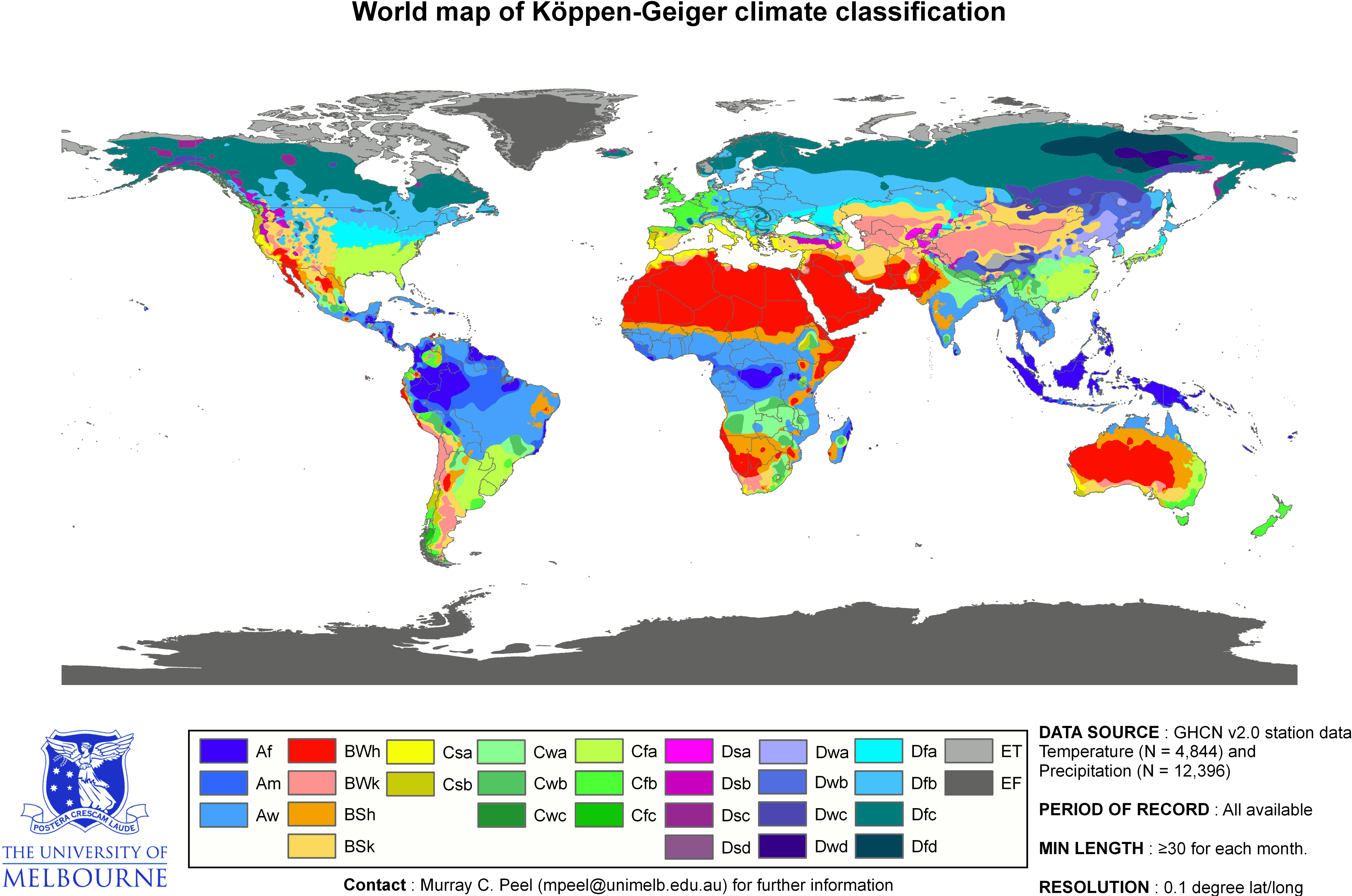
Classificacions climàtiques de Köppen

Creada inicialment pel climatòleg alemany Wladimir Köppen (1918) i revisada posteriorment per ell mateix i per Rudolf Geiger, descriu cada tipus de clima amb una sèrie de lletres, normalment tres, que indiquen el comportament de les temperatures i les precipitacions. És una de les classificacions climàtiques més utilitzades a causa de la seva generalitat i senzillesa.
El sistema de classificació climàtica de Köppen es basa en el fet que la vegetació natural té una clara relació amb el clima, per la qual cosa els límits entre un clima i un altre s'estableixen tenint en compte la distribució de la vegetació. Els paràmetres per determinar el clima d'una zona són les temperatures i les precipitacions mitjanes anuals i mensuals, i l'estacionalitat de la precipitació. Divideix els climes del món en cinc grups principals: tropical, sec, temperat, continental i polar. S'identifiquen amb la primera lletra en majúscula. Cada grup es divideix en subgrups i cada subgrup en tipus de clima. Els tipus de clima s'identifiquen amb un símbol de dues o tres lletres.

### Classificació de Flohn
La classificació climàtica de Hermann Flohn (1950) és una de les poques que té un component genètic, és a dir, és fonamenta en els moviments de l'atmosfera i no en les mitjanes de les temperatures i precipitacions. Par a Folrant, les característiques dels climes depenen dels grans cinturons de vent i masses d'aire del planeta i a més de les precipitacions. Aquests cinturons canvien la seva posició durant l'any degut al balanç estacional. La classificació es divideix en dos tipus de climes: els que romanen sempre dins d'un mateix règim de vents o climes homogenis i els que són sotmesos a les variacions del sistema de vents o climes heterogenis. S'observen set zones climàtiques:
| Tipus climàtics                                                                  | Característiques pluviomètriques            |
| -------------------------------------------------------------------------------- | ------------------------------------------- |
| 1 Zona equatorial amb vents de l'oest                                            | Sempre humida                               |
| 2 Zona tropical amb vents alisis a l'estiu                                       | Precipitació a l'estiu                      |
| 3 Zona subtropical seca amb vents alisis o cinturó d'altes pressions tropicals   | Condicions seques durant tot l'any          |
| 4 Zona subtropical amb pluges hivernals (tipus mediterrani)                      | Precipitació a l'hivern                     |
| 5 Zona temperada amb vents de l'oest durant tot l'any                            | Precipitació moderada i repartida           |
| 6 Zona subpolar amb vents polars de l'est a l'estiu 6a Zona subpolar continental | Precipitació important durant tot l'any     |
| 6 Zona subpolar amb vents polars de l'est a l'estiu 6a Zona subpolar continental | Pluja a l'estiu i neu primerenca a l'hivern |
| 7 Zona polar amb vents de l'est                                                  | Precipitació dèbil durant tot l'any         |

### Classificació de Budika
La classificació climàtica de Mikhaïl Budika (1956) està basada en el balanç d'energia, que es valora en la sequedat de l'atmosfera. És una classificació força senzilla i mitjanament difosa. Per establir els criteris del clima, s'utilitza l'índex racional de sequedat (Id) que es calcula així: {\displaystyle Id=Rn/Lr} on Rn és la radiació neta disponible per a l'evaporació en una superfície humida (considerant una albedo de 0,18), L'' és la calor latent d'evaporació i r és la precipitació mitjana anual. Si Id és inferior a 1 estem davant d'un clima humit, si és superior, davant d'un clima sec. Budika estableix cinc tipus climàtics.
1. Desert amb Id superior a 3
2. Semidesert amb Id entre 2 i 3
3. Estepa amb Id entre 1 i 2
4. Bosc amb Id entre 0,33 i 1
5. Tundra amb Id inferior a 0,33

### Classificació de Thornthwaite
La classificació de Charles Warren Thornthwaite (1949) ha estat àmpliament assumida ateses les aportacions de l'autor a l'edafologia climàtica i la hidrologia des d'una perspectiva geogràfica. Basada en la consideració de l'eficàcia tèrmica, donada per l'ETP del mateix autor, i la humitat disponible, expressada com a índexs d'humitat i aridesa a partir del balanç hídric. L'autor fa servir els seus treballs previs en l'estimació de l'ETP i el balanç d'humitat del sòl. Suposa un gran avenç respecte d'altres classificacions, ja que parteix del clima que afecta el sòl i la vegetació, és a dir, l'evaporació, la transpiració i l'aigua disponible al sòl, en comptes de les mitjanes mensuals dels paràmetres meteorològics clàssics. La classificació defineix uns tipus segons la humitat (representats per lletres majúscules) i la seva variació estacional (lletres minúscules), i altres tipus segons l'eficàcia tèrmica (lletres majúscules amb cometa) i la seva concentració estival (lletres minúscules amb cometa).
El tipus d'humitat està basat en un índex d'humitat global que combina dos índexs, un d'humitat i un altre d'aridesa. Per a la seva definició és necessari realitzar un balanç hídric mitjançant el mètode directe i amb reserva màxima climàtica de 100 mm.
L'índex d'humitat es defineix com el conjunt dels excessos d'aigua (Ex; segons un balanç hídric directe amb reserva màxima de 100 mm) en percentatge respecte de l'ETP anual, és a dir: Ih = 100⋅ΣXIII=I Exi /ETP
L'índex d'aridesa de defineix com el percentatge de la manca d'aigua (F) dels diferents mesos respecte a la ETP de l'any, és a dir: Ia = 100⋅ΣXII I=I Fi /ETP
L'índex d'humitat global es defineix com el percentatge d'excessos menys el 60 % del percentatge de falta d'aigua, és a dir: Im = Ih - [0,6⋅Ia]
A partir d'aquests índexs es defineix el tipus:
(1) Tipus l'índex d'humitat
(2) Tipus segons l'evapotranspiració potencial o eficàcia tèrmica (ETP).
| (1)   |                |                      |  | (2)   |                |                  |
| tipus | nom/descripció | Índex d'humitat (Im) |  | tipus | nom/descripció | ETP              |
| E     | Àrid           | -40 ≥ Im > -60       |  | E'    | Gel permanent  | 142 ≥ ETP        |
| D     | Semiàrid       | -20 ≥ Im > -40       |  | D'    | Tundra         | 285 ≥ ETP > 142  |
| C1    | Sec subhumit   | 0 ≥ Im > -20         |  | C'1   | Microtèrmic    | 427 ≥ ETP > 285  |
| C₂    | Subhumit       | 20 ≥ Im > 0          |  | C'₂   | Microtèrmic    | 570 ≥ ETP > 427  |
| B1    | Humit          | 40 ≥ Im > 20         |  | B'1   | Mesotèrmic     | 712 ≥ ETP > 570  |
| B2    | Humit          | 60 ≥ Im > 40         |  | B'₂   | Mesotèrmic     | 855 ≥ ETP > 712  |
| B₃    | Humit          | 80 ≥ Im > 60         |  | B'₃   | Mesotèrmic     | 997 ≥ ETP > 855  |
| B₄    | Humit          | 100 ≥ Im > 80        |  | B'₄   | Mesotèrmic     | 1140 ≥ ETP > 997 |
| A     | Perhumit       | Im > 100             |  | A'    | Megatèrmic     | ETP > 1140       |

- La variació estacional de la humitat efectiva genera els tipus següents:

Només per als tipus d'humitat A, B, C₂ (perhumit, humit i subhumit): r Manca d'aigua petita o nul·la (16,7 > Ia ≥ 0); s Manca d'aigua estival moderada (33,3 > Ia ≥ 16,7); w Manca d'aigua hivernal moderada (33,3 > Ia ≥ 16,7); s2 Manca d'aigua estival gran (Ia > 33,3); w₂ Manca d'aigua hivernal gran (Ia > 33,3).
Només per als tipus climàtics en funció de la humitat C1, D, E (Sec subhumit, semiàrid i àrid): d Excés d'aigua petit o nul (10 > Ih ≥ 0); s Excés d'aigua hivernal moderat (20 > Ih ≥ 10); w Excés d'aigua estival moderat (20 > Ih ≥ 10); s₂ Excés d'aigua hivernal gran (Ih ≥ 20); w₂ Excés d'aigua estival gran (Ih ≥ 20).
- La concentració estival de l'eficàcia tèrmica a l'estiu es defineix com el percentatge de ETP de l'estiu, és a dir: ETP estiu% = 100⋅(ETPVI+ETPVII+ETPVIII)/ETP

i genera els tipus següents: a' 48,0 > ETPv%; b'₄ 51,9 > ETPv% ≥ 48,0; b'₃ 56,3 > ETPv% ≥ 51,9; b'₂ 61,6 > ETPv% ≥ 56,3; b'1 68,0 > ETPv% ≥ 61,6; c'₂ 76,3 > ETPv% ≥ 68,0; c'1 88,0 > ETPv% ≥ 76,3; d' ETPv% ≥ 88,0.
La classificació consta de quatre lletres matisades, o no, amb cometes o subíndexs en l'ordre següent: tipus d'humitat, tipus d'eficàcia tèrmica, distribució de la humitat i concentració estival.

### Classificació de Papadakis
La classificació agroclimàtica de Papadakis (1966) pretén respondre a l'ecologia dels conreus, redefinint els climes en funció de variables rellevants amb relació a la viabilitat dels conreus comercials. Papadakis fa un gir molt important respecte a les classificacions anteriors en introduir les temperatures extremes -ja que les mitjanes tenen poca rellevància en els conreus- i el balanç d'aigua al sòl, davant la mera consideració de les precipitacions registrades. Com a integradores de l'ecologia dels conreus selecciona:
- la severitat hivernal (estació freda).
- la calor estiuenca (estació càlida).
- la sequera (disponibilitat o no d'aigua) i la distribució estacional.

Papadakis acompanya a la seva obra de 1966 amb una descripció desenvolupada el 1970 de les necessitats climàtiques dels conreus en termes de les seves categories climàtiques, cosa que és molt útil per a estudiar la viabilitat climàtica, en un lloc determinat, de cada espècie vegetal.

### Classificació de Strahler
El sistema per descriure els climes d'Arthur Newell Strahler (1969) està basat en les principals masses d'aire que els produeixen, com:
- masses d'aire equatorial/tropical, que produeixen climes de latituds baixes
- masses d'aire tropical i polar, que produeixen climes de latitud mitjana
- masses d'aire polars i àrtiques, produint climes de latituds altes

Els subconjunts o subdivisions d'aquests tipus es basen en les variacions de la temperatura i la precipitació. En resulten 14 tipus regionals, a més de climes de terra alta (terres altes) que es consideren una categoria separada.
El clima de les altes muntanyes, igual que a les classificacions de Köppen (1918), Miller (1951), Walter (1977)... es classifica a part. És un mètode molt utilitzat a l'escola nord-americana, i molt aplicat en agricultura i estudis de sòl.

## Factors que determinen el clima
El sistema climàtic és el conjunt d'interaccions que determinen el clima d'un planeta. A la Terra hi ha una sèrie de factors que poden influir sobre clima, es diferencia entre interns i externs. Els interns poden ser la latitud geogràfica, composició química de l'atmosfera, l'altitud del lloc o la distància que el separa de l'oceà o del mar. Com a extern tenim la quantitat de radiació solar que arriba a la Terra.

### Latitud

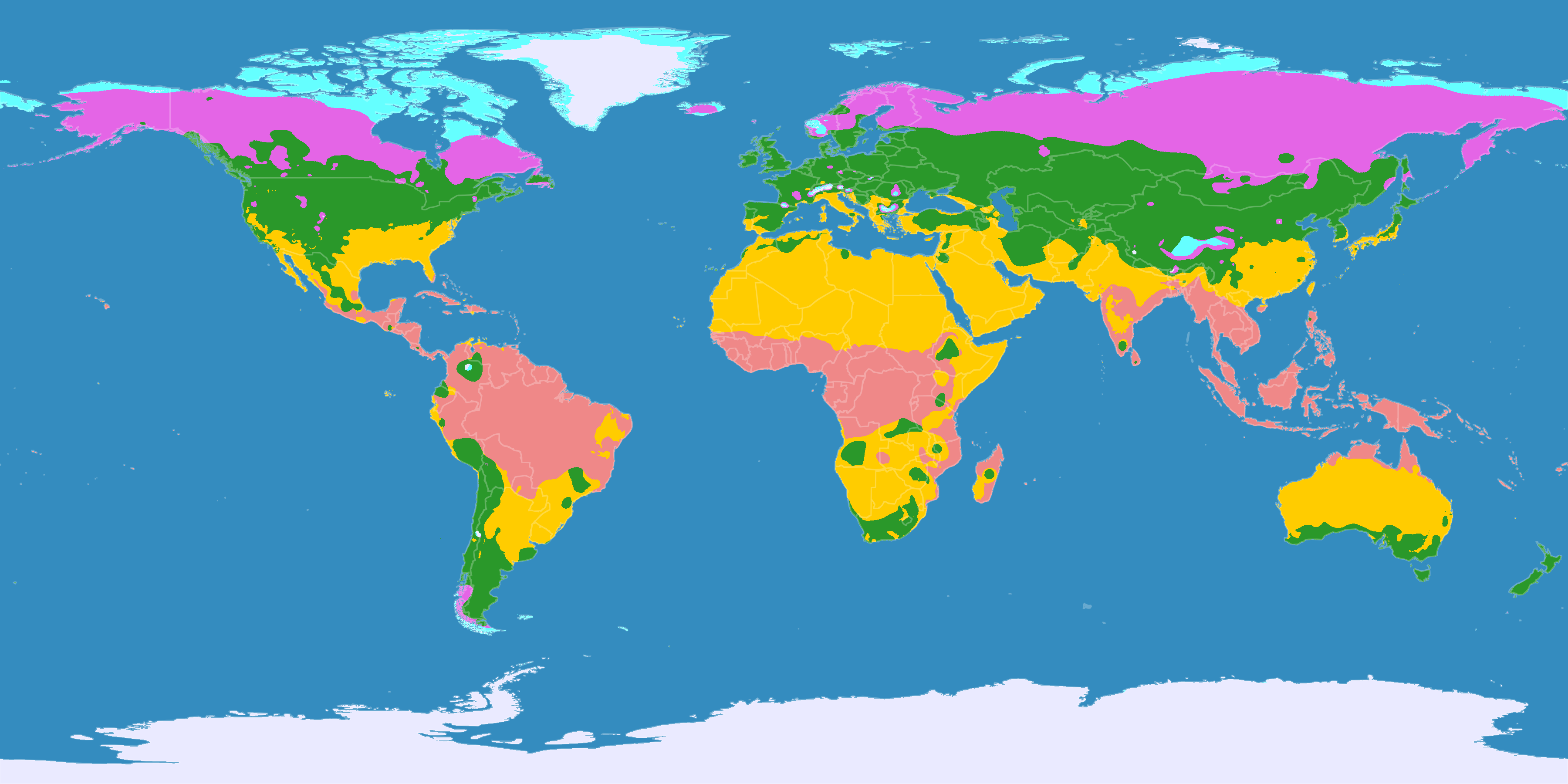
Zones geoastronòmiques de la Terra

La latitud geogràfica determina el grau d'inclinació dels rajos del Sol i la diferència de la duració del dia i la nit. Com més directament incideix la radiació solar, més s'escalfa el sòl. Per tant, les zones més properes als pols tenen climes més freds que les properes a l'equador. Aquest factor és tant important que es divideix els climes de la superfície terrestre en zones climàtiques o geoastronòmiques segons cadascuna de les faixes geogràfiques en què els paral·lels principals divideixen aquesta.
Les variacions en latitud són causades, de fet, per la inclinació de l'eix de rotació de la Terra. L'angle d'incidència dels rajos del Sol no és el mateix en estiu que a l'hivern sent causa de les diferències estacionals.
Una major inclinació en els rajos solars provoca que estos hagen de travessar major quantitat d'atmosfera atenuant-se més que si incidiren perpendicularment. D'altra banda, a major inclinació major serà la component horitzontal de la intensitat de radiació. Per trigonometria es pot veure que: I (incident) = I (total) · cosθ.

### Altitud

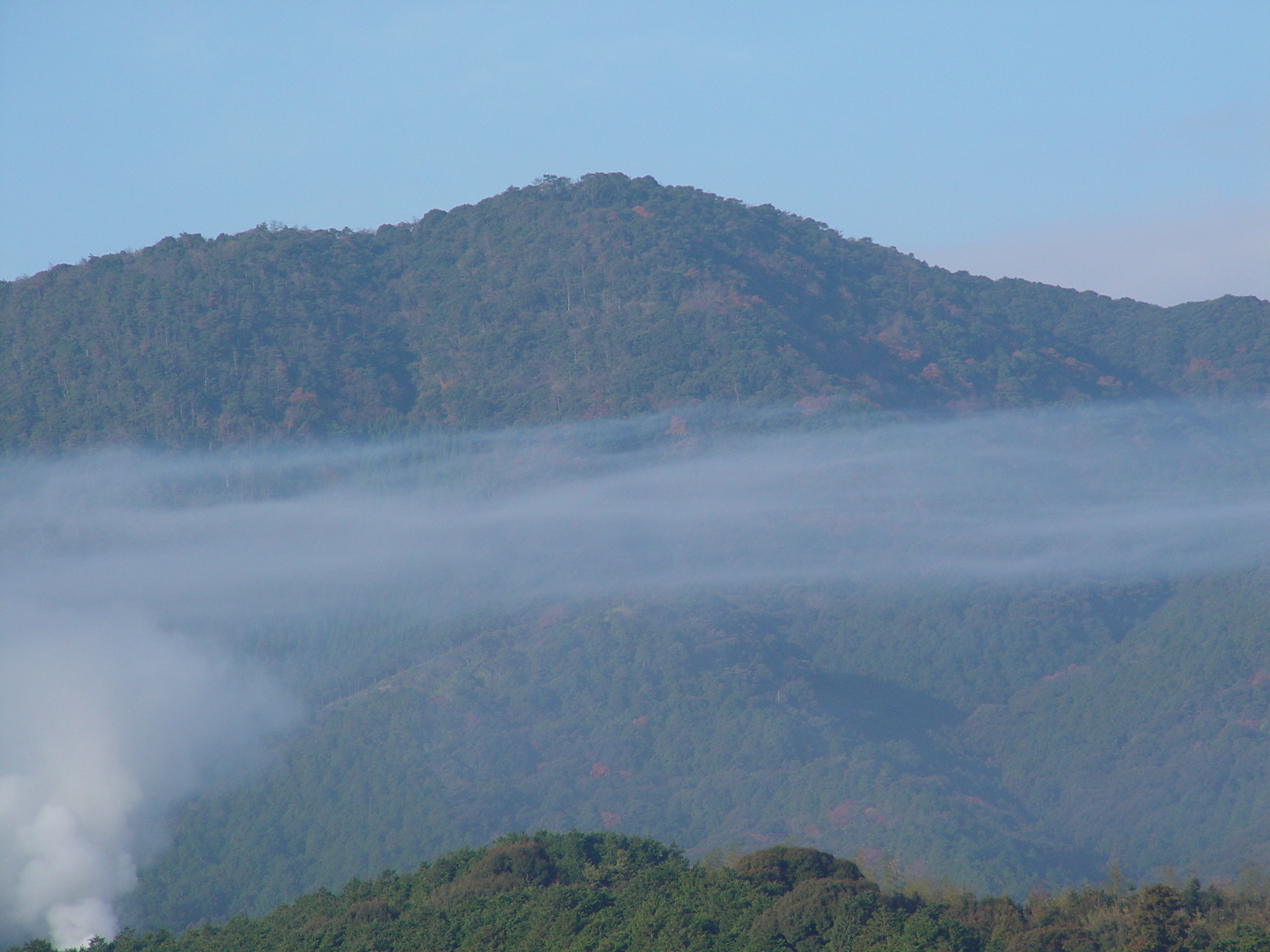
En aquesta imatge es pot veure la capa límit de la inversió tèrmica. Per damunt d'ella no hi ha núvols.

L'altitud del lloc determina la temperatura i la humitat. Les zones més altes solen tenir climes més freds i amb precipitacions més abundants. Es calcula un descens al voltant de 0,6 °C per cada 100 metres que s'incrementi l'alçada. Així a les terres altes fa més fred que a les baixes, excepte en casos d'inversió tèrmica. A més, també dins certs límits hi ha un increment de la precipitació a mesura que s'augmenta l'altitud i a les muntanyes plou més que a la plana. En certa manera, pel que fa a temperatures pujar d'altitud és com pujar en latitud.

### Distància al mar

Animació que mostra l'oscil·lació tèrmica per mesos al llarg de l'any

La proximitat del mar influeix sobre les temperatures i dona més humitat. Les brises que s'originen en les regions costaneres atenuen la temperatura de les diferents estacions. Així, aire càlid quan és hivern i aire fresc quan és estiu. Així, les zones pròximes a la costa reben la influència del mar i tenen temperatures més suaus. A l'hivern fa menys fred i a l'estiu menys calor que en l'interior.
Una alta continentalitat, en canvi, accentua l'amplitud tèrmica. Provocarà hiverns freds i secs i estius calorosos i secs.
La continentalitat és el resultat de l'alta calor específica de l'aigua, que li permet mantenir-se a temperatures més fredes a l'estiu i més càlides a l'hivern. Això és el mateix que dir que l'aigua posseeix una gran inèrcia tèrmica. Les masses d'aigua per tant, són el més important agent moderador del clima. En l'oscil·lació tèrmica diària, a major amplitud tèrmica major diferència de temperatures entre el dia i la nit.

### Orientació
El relleu geològic té un impacte important en l'acció dels vents i la insolació, que influeixen el clima.

### Humanització

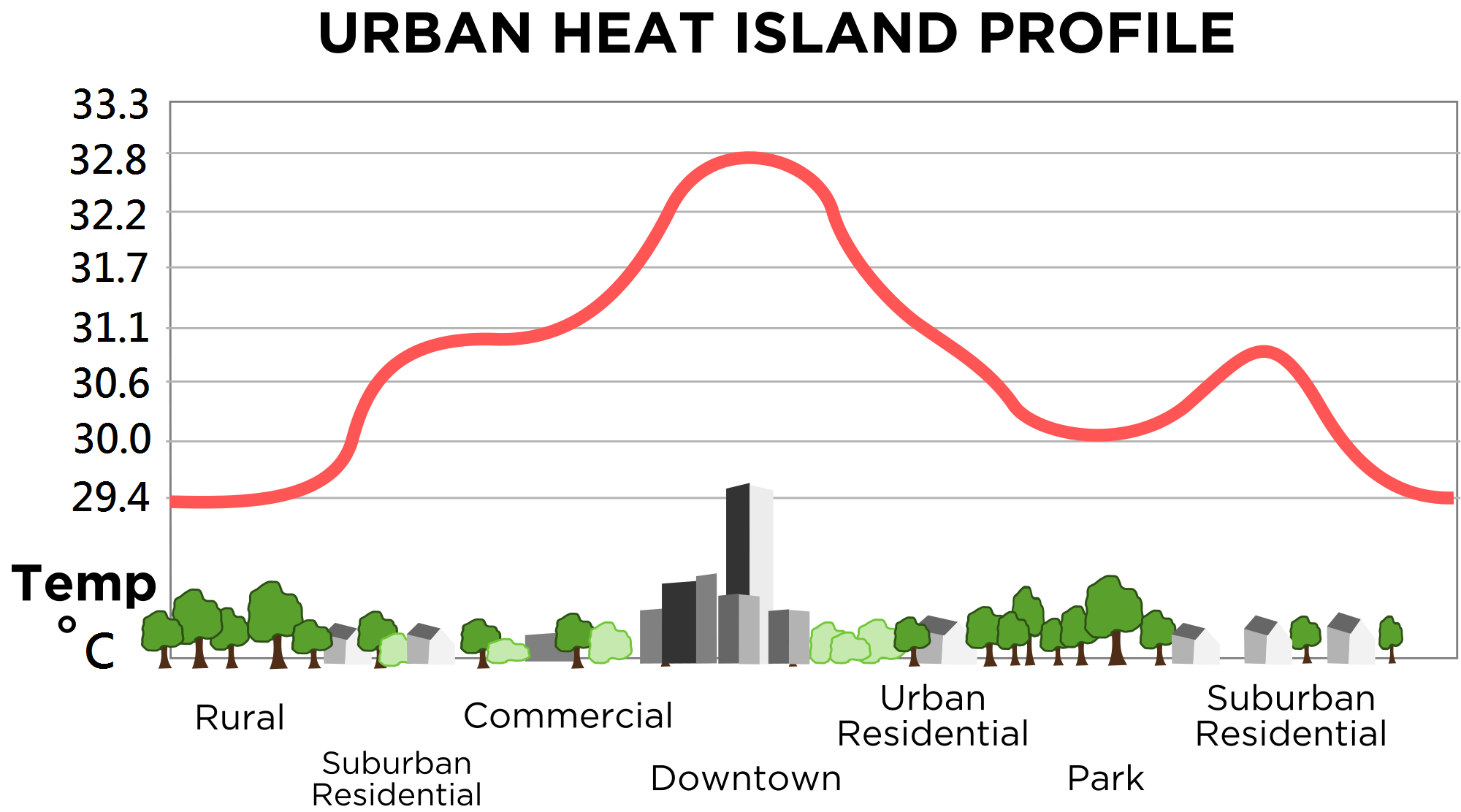
Efecte de l'illa de calor en una zona urbana

Les zones urbanes o molt industrialitzades tenen un clima particular, comportant-se com a illes de calor amb precipitacions més abundants, aire més sec i menys radiació. L'escalfament climàtic antropogènic causa també canvis locals del clima a diferents indrets del planeta.

### Radiació solar
El clima depèn de la manera en què l'energia de la radiació solar es reparteix entre l'atmosfera i la superfície terrestre. El clima és més càlid on arriba més energia a la superfície, i més fred on menys.

## El sistema climàtic

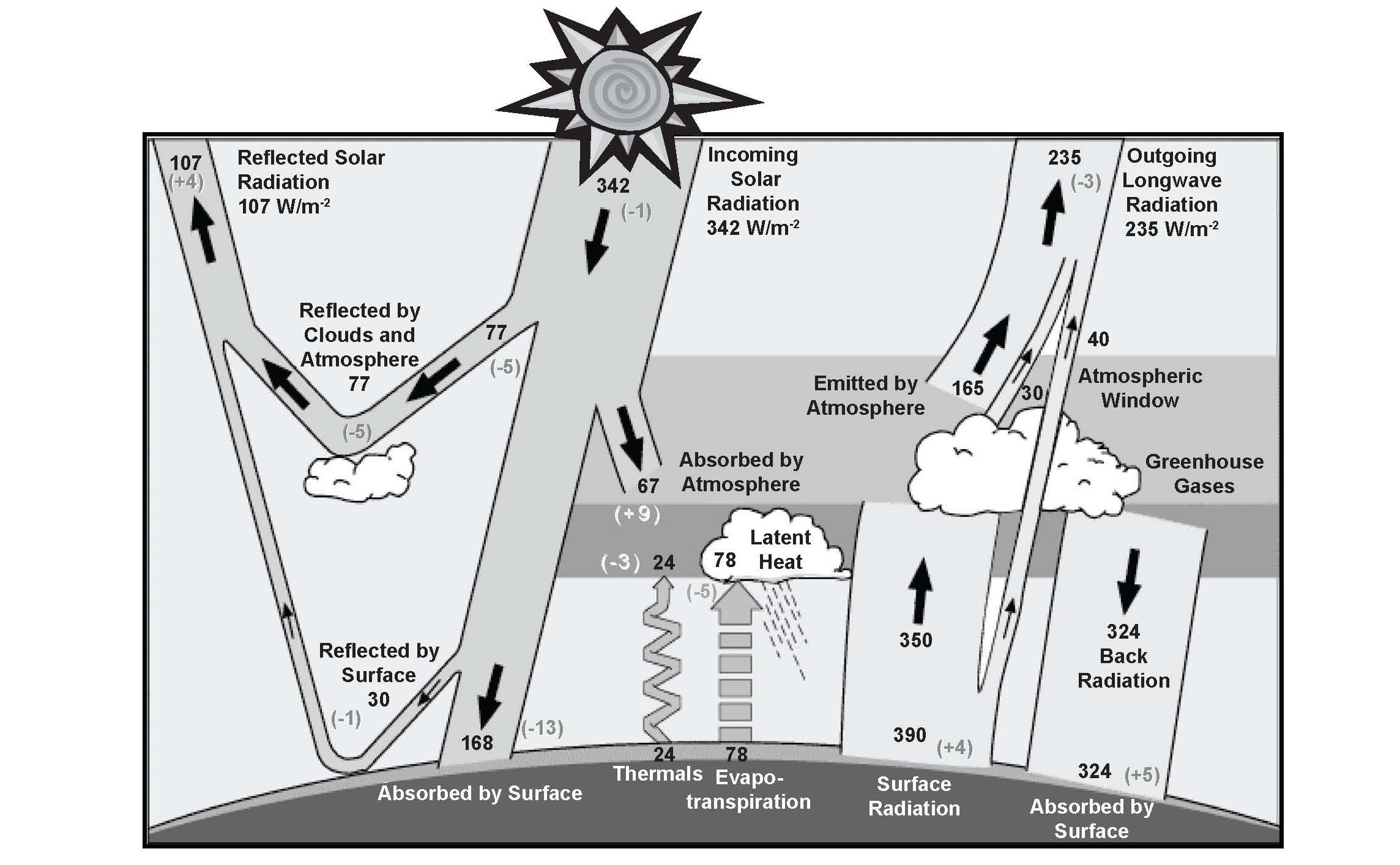
Esquema: Interaccions al sistema climàtic. Keihl and Trenberth (1997)

El sistema climàtic fou definit en un document elaborat pel GARP (Global Atmospheric Research Program) de l’Organització Meteorològica Mundial, l’any 1975, com el sistema format per l'atmosfera, la hidrosfera, la criosfera, la litosfera i la biosfera. Posteriorment, el Conveni Marc de les Nacions Unides sobre el Canvi Climàtic, signat a Rio de Janeiro l’any 1992, defineix el sistema climàtic com l’atmosfera, la hidrosfera, la biosfera i la geosfera i les seves interaccions. Mentre que ambdues definicions són molt semblants, la darrera posa èmfasi en les interaccions, un dels trets més característics del sistema climàtic. L’atmosfera, el sòl, els oceans, la superfície de l’aigua, la superfície coberta pel gel i la neu, i la vegetació i altres éssers vius a l’oceà i al sòl, estan fortament acoblats, i justament aquest acoblament fa molt complicada la comprensió de com funciona el sistema i fa difícil la seva modelització.

### Components i interaccions
L'atmosfera és el component més inestable i canviant del sistema. La seva composició ha canviat moltes vegades al llarg de la història de la Terra. L'atmosfera està formada principalment per nitrogen (78,1%) i oxigen (20,9%). Aquests gasos tenen interaccions limitades amb la llum solar entrant i no interaccionen amb la radiació infraroja emesa per la Terra. Tanmateix, hi ha una sèrie de gasos presents a l'atmosfera que interaccionen amb aquesta llum, en particular el diòxid de carboni (CO₂) i el metà (CH₄), que s'anomenen gasos d'efecte hivernacle.
La criosfera afecta el sistema climàtic a través de la seva albedo (reflectivitat), la seva baixa conductivitat tèrmica i, sobretot, el amb seu paper crític en la circulació de les aigües profundes de l'oceà. A més, les àrees glaçades del planeta emmagatzemen una gran quantitat d'aigua i les variacions en el seu volum contribueixen a l'augment del nivell del mar.
Hi ha nombroses interaccions entre els components del sistema climàtic, ja que tots ells conformen sistemes oberts amb la possibilitat d'intercanvi de massa i calor alhora. Un exemple d'interacció és el sistema oceà-atmosfera, que és un sistema fortament acoblat que intercanvia vapor d'aigua i calor mitjançant l'evaporació. Això forma part del cicle hidrològic que condueix a la condensació, la formació de núvols i la precipitació, alhora que subministra energia al sistema. El sistema oceà-atmosfera també intercanvia gasos com el diòxid de carboni, on l'oceà actua com un gran embornal de carboni.

### Balanç energètic planetari
El sistema climàtic és alimentat per la radiació del Sol, de la qual aproximadament el 49% és absorbit per la superfície terrestre i el 20% és absorbit per l'atmosfera (Kiehl i Trenberth 1997 Arxivat 2021-11-04 a Wayback Machine.). Aquesta energia escalfa el planeta, però l'escalfament també fa que la Terra comenci a irradiar energia a l'espai. En definitiva, la temperatura del planeta serà aquella a la qual l'energia absorbida equilibra l'energia perduda.

## Famílies de climes
La classificació climàtica clàssica descriu els climes del món en funció del seu règim de temperatures i de precipitacions. Es consideren tres dominis climàtics, que inclouen diversos tipus de climes segons les temperatures, variacions estacionals i variacions entre dia i nit. Corresponen a grans trets amb les zones properes al pols (climes freds), a l'equador de la Terra (climes càlids) o a la zona intermèdia entre aquestes (climes temperats).

### Climes càlids
Corresponen a les zones properes a l'equador de la Terra. Els dies i les nits duren sempre el mateix. No existeixen les estacions de l'any. Les temperatures són superiors als 18 °C. Segons el règim de precipitacions es divideixen en clima desèrtic, equatorial o tropical.

#### Clima desèrtic

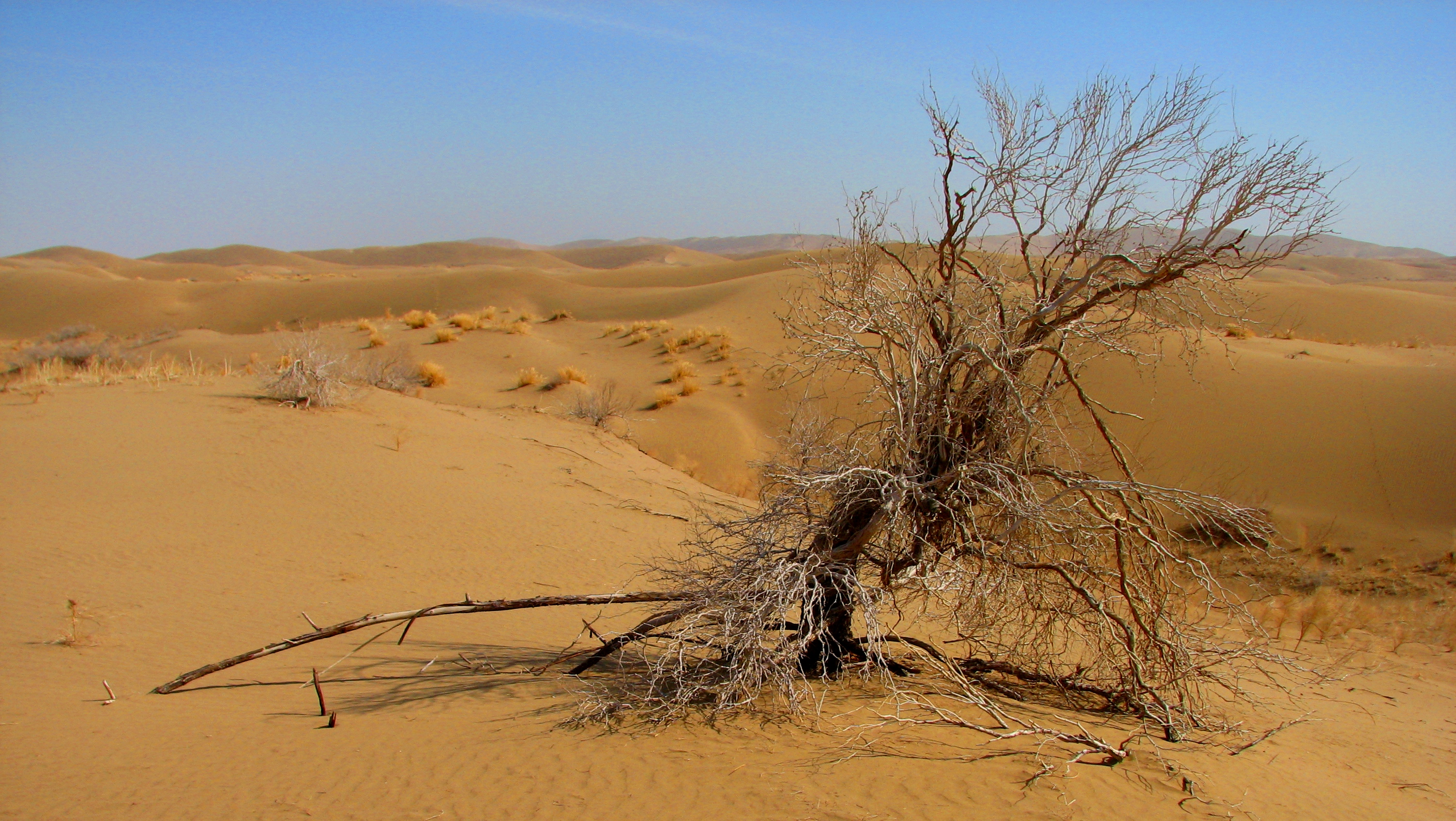
Desert del Sahara

El clima desèrtic, àrid o xerotèrmic té pluges anuals menors als 200 mm, és a dir, escasses precipitacions que estan per sota de l'evapotranspiració. Es deu a diferents causes, com la disposició del relleu o la presència de corrents marins freds que condensen la humitat i donen origen a deserts costaners. Es localitza en les proximitats dels tròpics de cada hemisferi, entre els 15 i 35 graus de latitud aproximadament. El coeficient d'aridesa indica el grau d'aridesa del clima d'un lloc determinat.

#### Clima tropical

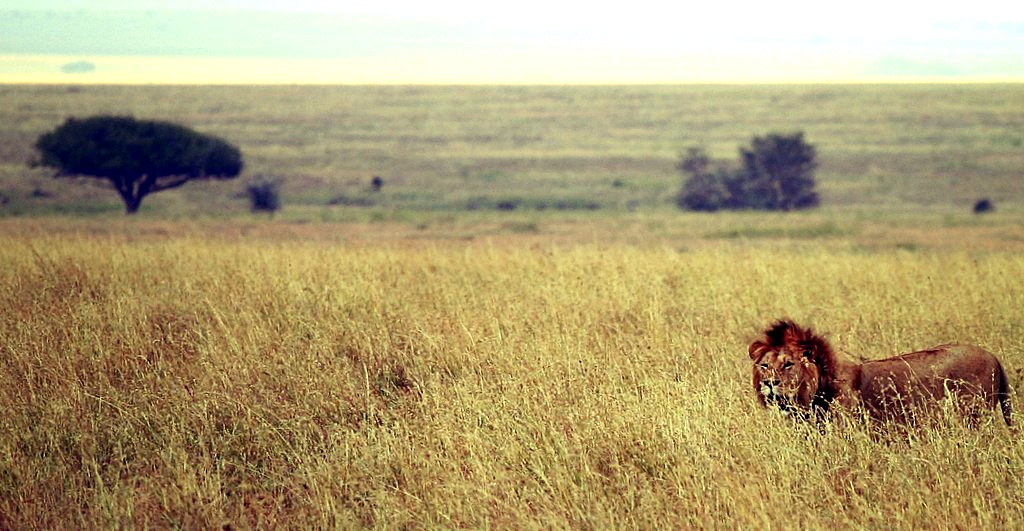
Sabana a Tanzània

El clima tropical és típic als tròpics i es caracteritza per pluges abundants no molt regulars que en mitjana no superen els 2.000 mm anuals. Això dona la possibilitat que es creïn les sabanes i també la possibilitat d'una varietat d'espècies de fauna i flora. Com a la resta de climes càlids, als dotze mesos supera els 18ºc de temperatura.

#### Clima equatorial

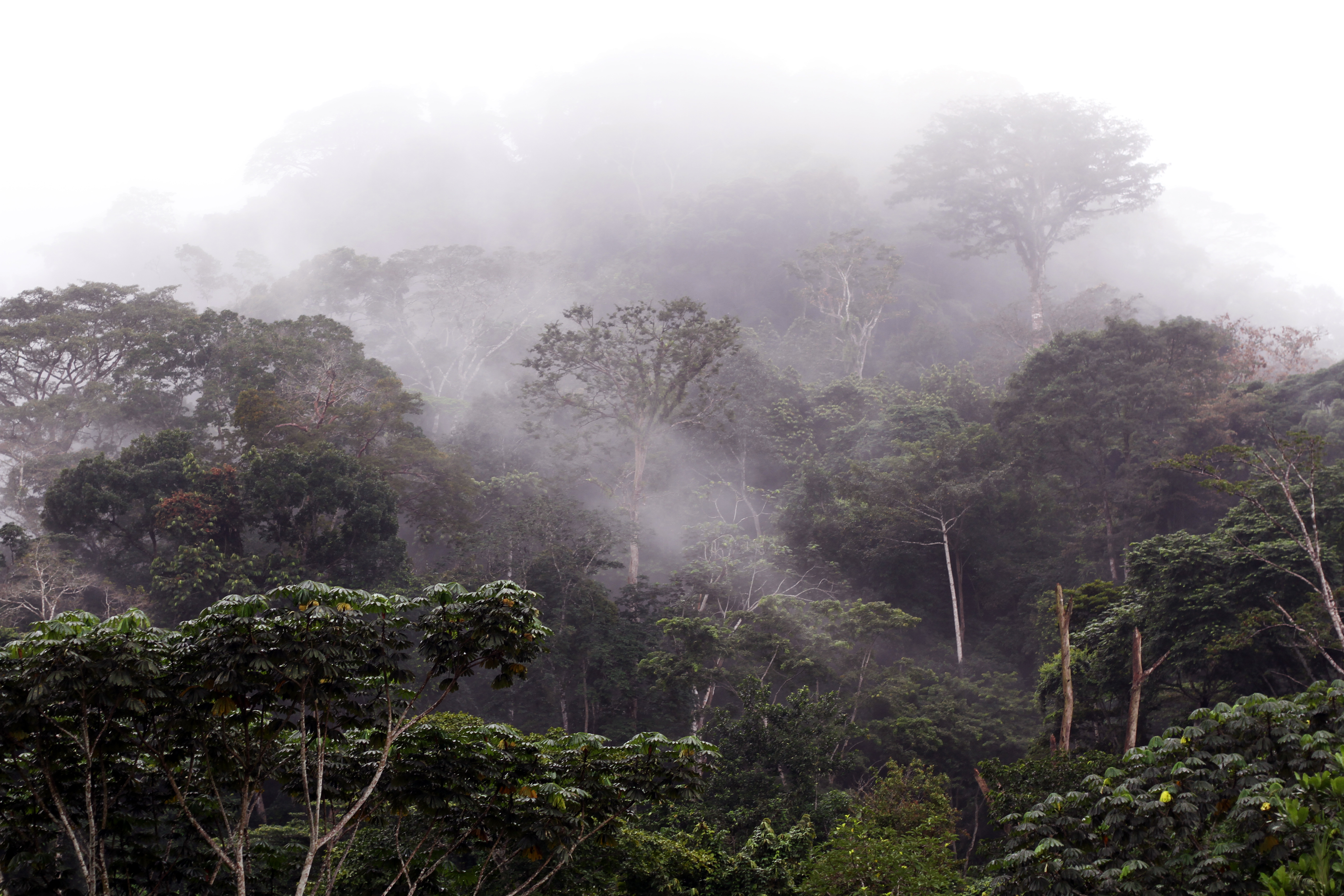
Camerún

El clima equatorial es localitza a zones molt properes a l'equador terrestre i es caracteritza per una alta pluviositat, sempre superior als 2.000 ml anuals. La temperatura anual anual mitjana és de 25 °C, amb només 2 °c d'amplitud. És el clima de les selves tropicals, com el nord de la Selva Amazònica i l'Àfrica central, amb frondosos boscos gairebé impenetrables.

### Climes temperats
Els climes temperats presenten molta variació al llarg de l'any, provocant les estacions de l'any que els caracteritza. També hi ha una gran variació de climes temperats diferents entre ells, que es poden agrupar a grans trets en clima mediterrani, clima continental i clima atlàntic o oceànic. És en aquesta zona en la que es troben els Països Catalans (Vegeu també: Clima de Catalunya, clima del País Valencià, clima de les Illes Balears) i el clima d'Europa en general.
També s'hi sol considerar el clima d'alta muntanya com a clima a part o bé integrat com a subclima de qualsevol dels anteriors, segons el cas.

#### Clima mediterrani

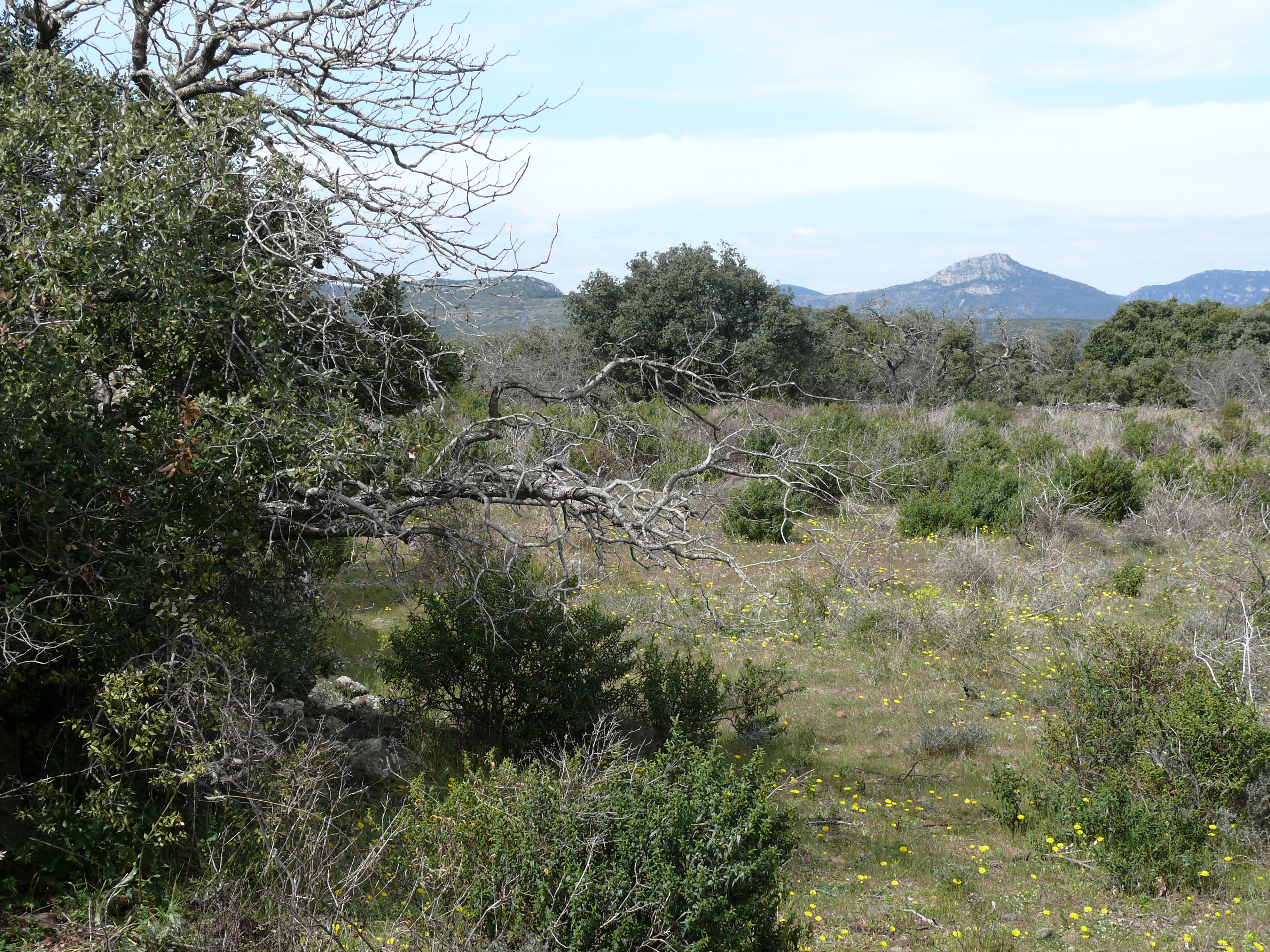
Garrigar mediterrani a França

El clima mediterrani rep el nom de la Conca del Mediterrani i es caracteritza pels seus hiverns curts i temperats, i estius secs, llargs i calorosos. També és present en altres zones del planeta. La pluviositat, de 200 a 1.000 mm, és estacional, pot ser en forma de neu a l'hivern i és més abundant a la primavera i a la tardor, cosa que pot provocar inundacions. Els rius tenen cabal irregular. La vegetació resultant són arbres de fulla perenne, com típicament l'alzina, principalment amb arbres relativament baixos, arbusts i estrats herbacis adaptats a la sequera de l'estiu. Les denominacions típiques de les formacions resultants són el garrigar a la Mediterrània, el chaparral a Califòrnia o el fynbos a Sud-àfrica.

#### Clima continental

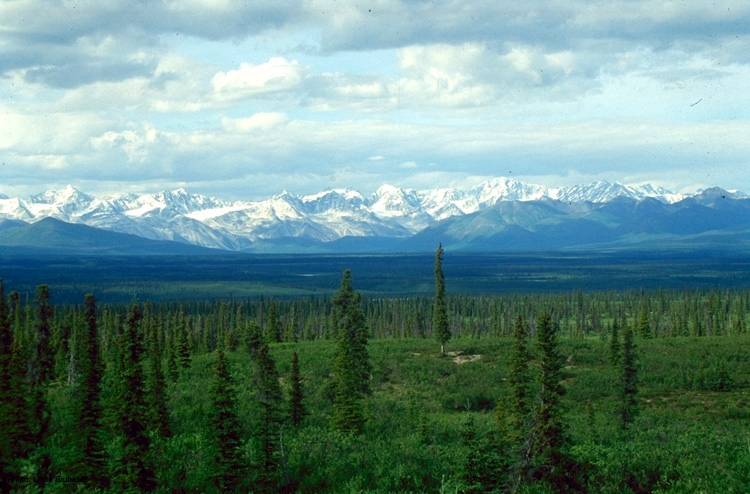
Taigà a Alaska

El clima continental és el clima de l'interior dels continents a la zona climàtica temperada. Els oceans no influeixen a la seva temperatura, suavitzant-les, com als altres climes de la mateixa zona, cosa que dona hiverns freds i estius calorosos. Les precipitacions són més abundants a l'estiu i a l'hivern són en forma de neu. Els rius són molt cabalosos, amb més aigua a l'estiu, i la vegetació típica és la taiga i l'estepa.

#### Clima atlàntic

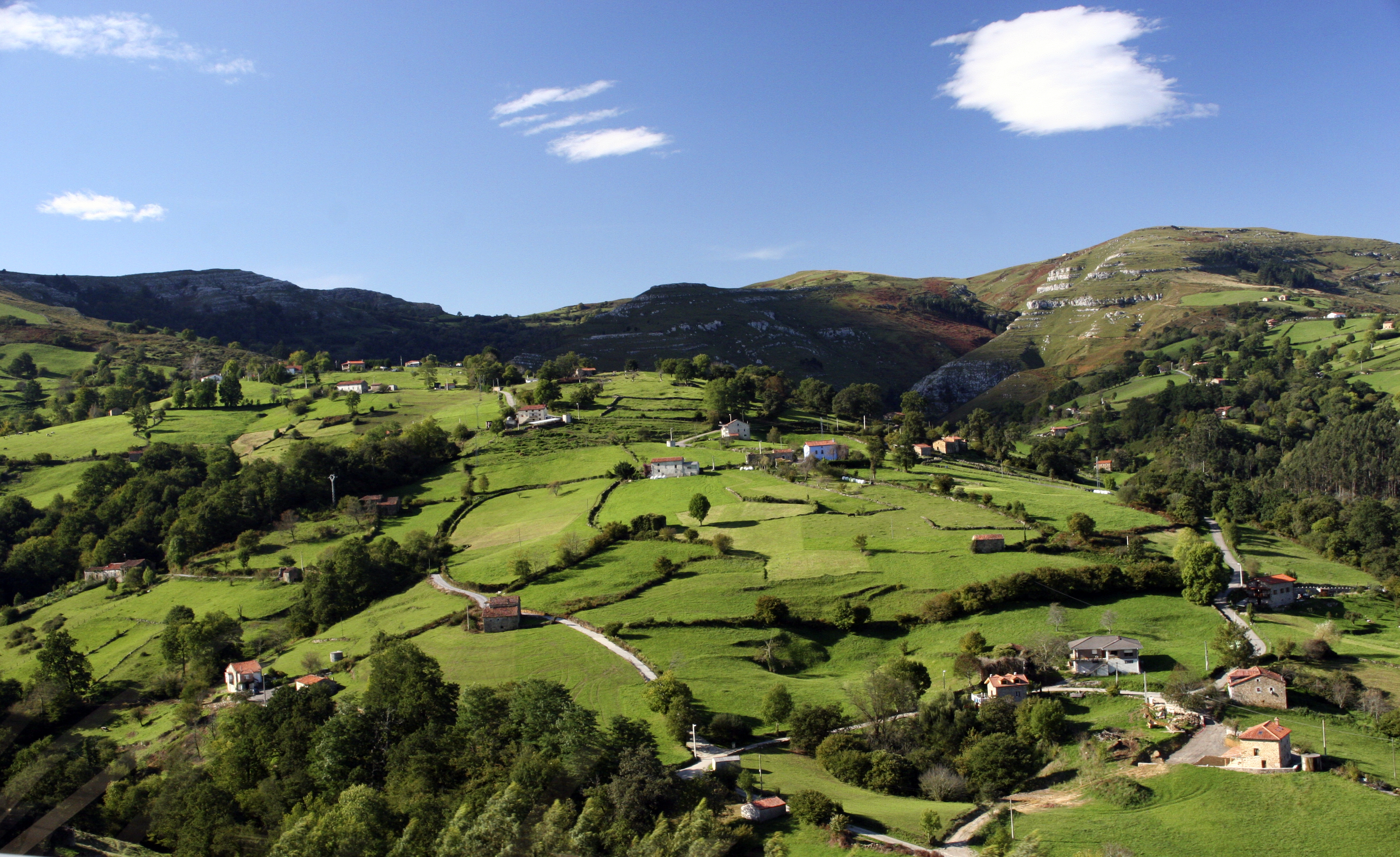
Prats a Cantàbria

El clima atlàntic o clima oceànic es caracteritza per unes temperatures suaus i abundants pluges a causa de la proximitat a l'oceà, a les costes occidentals dels continents. Els hiverns són suaus i els estius frescos, amb una oscil·lació tèrmica anual petita (10 °C de mitjana). Plou molt sovint però de forma moderada. El clima és humit. Els rius tenen cabal abundant tot l'any, molt constant. La vegetació típica són prats i arbres de fulla caduca, com castanyers, roures i faigs.

### Climes polars

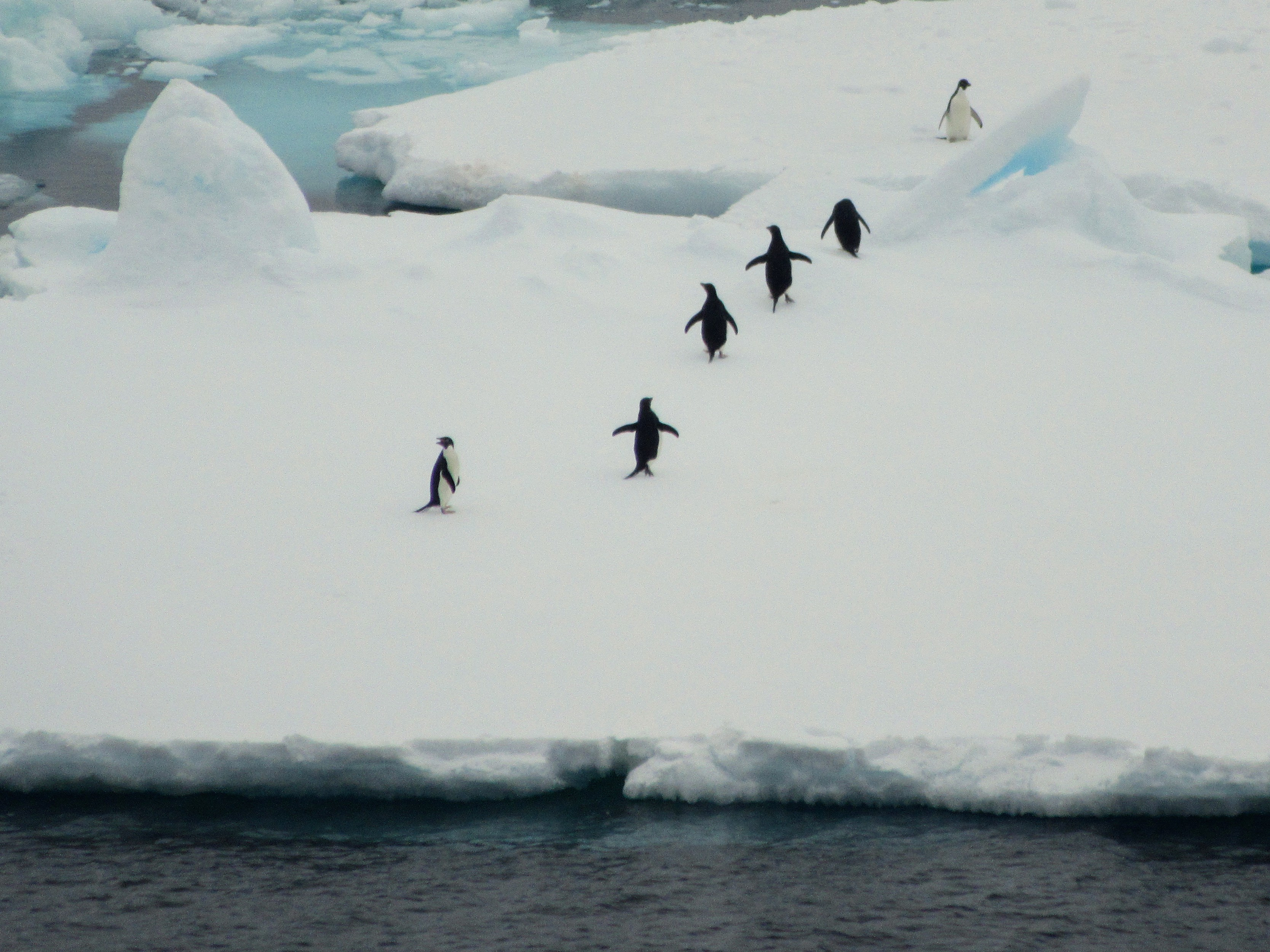
Clima polar a l'Antàrtida

Els climes freds o climes polars són els de les zones properes als pols, als cercles polars Àrtic i Antàrtic. Té gairebé de manera permanent temperatures per sota de 0 °C. Les precipitacions són molt escasses, la humitat relativa de l'aire és molt baixa i habitualment suporta forts vents. Les nits són llargues, de mesos de durada.
El clima de les zones més altes de les principals serralades del planeta, com l'Himàlaia o els Andes, s'assembla molt al polar. El clima subàrtic (i subantàrtic) es troba a les zones amb característiques intermèdies entre el clima polar i el clima temperat.

## Tipus de climes a diferent escala espacial
A una escala espacial, existeixen mesoclimes o climes regionals d'alguns milers de kilòmetres quadrats, que malgrat estar inserts en un altre clima més ampli, poden ser molt diferents al seu voltant a causa de fenòmens molt particulars característics de la regió. N'és un exemple l'Alsàcia, per l'efecte foehn.
Quan les particularitats són a una escala menor, de com a molt algunes decenes de kilòmetres quadrats, aleshores es parla de microclimes.

### Macroclimes
Representen i abasten grans climes zonals i grans àrees geogràfiques de la Terra de milers de quilòmetres quadrats i són controlats per la circulació general atmosfèrica, com ara un continent i els cinturons zonals que s'estenen al volt de la Terra o fins i tot per tot el planeta. En general tenen un interès força limitat per l'abstracció dels resultats que ofereixen i perquè realment les zones resten molt fraccionades i fan que un estudi tan global no sigui prou interessant.

### Mesoclimes
Atenyen i constitueixen una fàcies del clima zonal. Abasten dimensions lineals variables entre els 200 i els 2000 quilòmetres, on la circulació atmosfèrica i el clima són determinats fortament per les influències a gran escala i molt sovint externs a la regió.

### Climes locals
Són d'abast inferior als mesoclimes. En la seva categoria són diferents i diversos, amb característiques meteorològiques molt relacionades amb les condicions locals, com ara una ciutat, una vall o un bosc. L'extensió espacial arriba a atènyer horitzontalment entre 100 i 10.000 metres i verticalment uns 100 metres.

### Microclimes

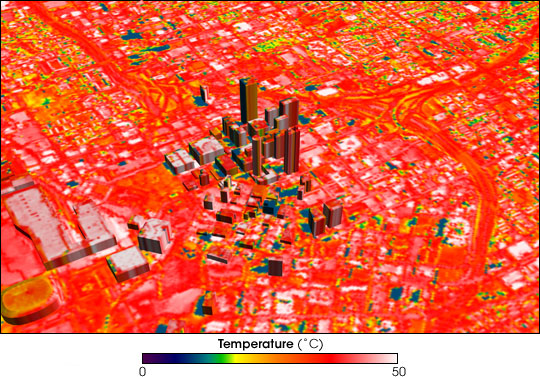
Termografia que mostra en blanc els punts més calents a una ciutat.

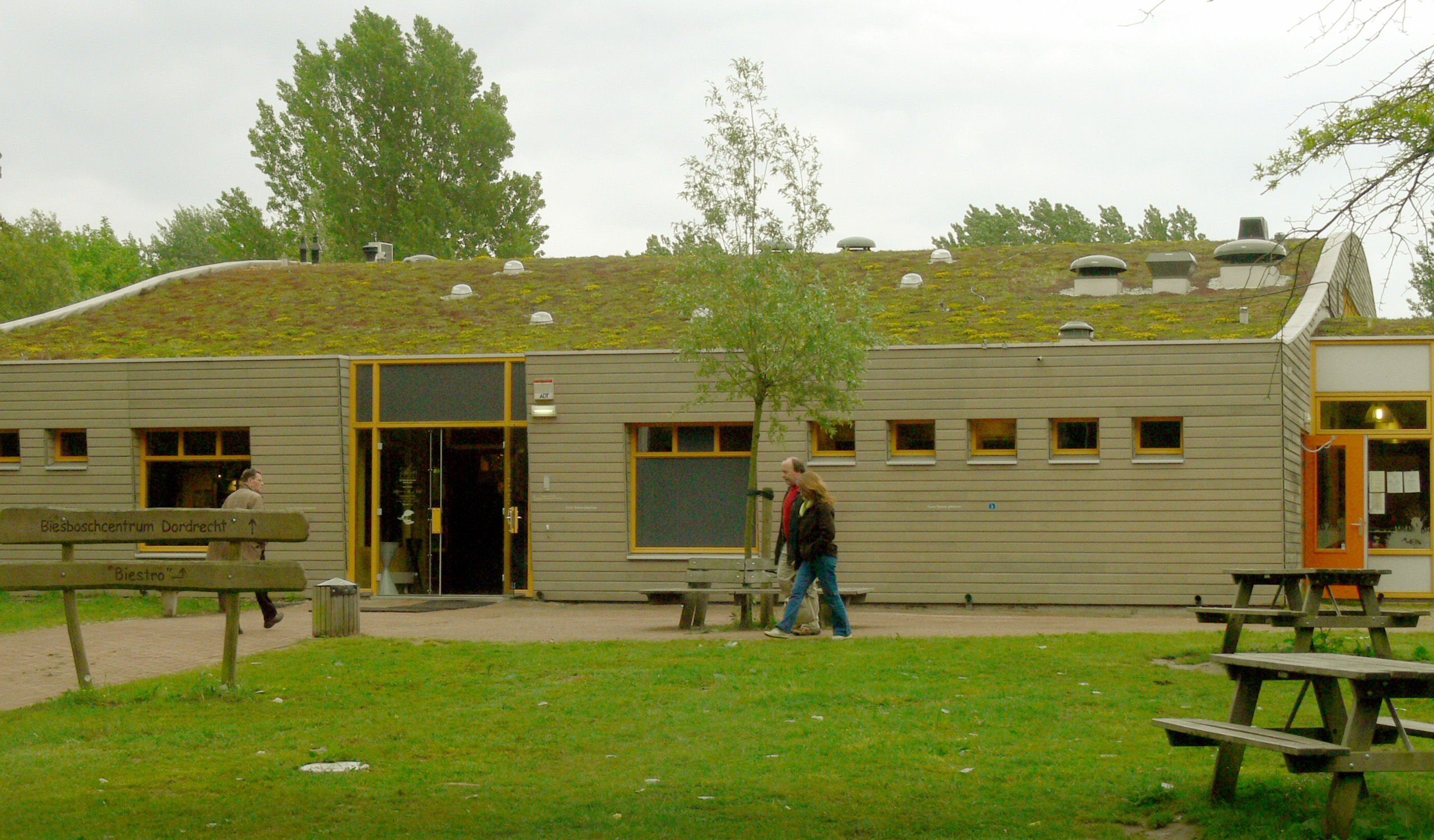
Els terrats coberts de vegetació són un exemple de solució que evita punts calents a l'entorn urbà.

A nivell local es poden produir microclimes de diferent durada, tant per causes naturals (presència d'un riu, un bosc, etc.) com per causes antròpiques, típicament el microclima urbà formant una illa de calor. Són climes particulars de la capa d'aire més pròxima a la superfície, de llocs petits i d'àrees molt ben delimitades.

## Variacions en el clima

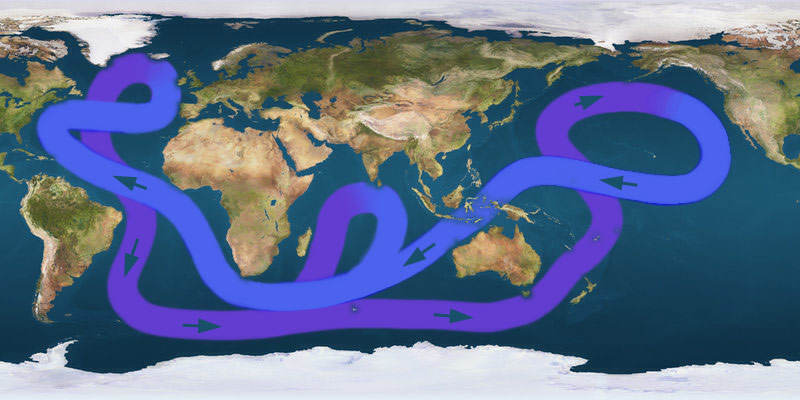
Els corrents marins transporten calor de llocs càlids a altres més freds i viceversa.

El sistema climàtic és un sistema complex i per això el seu comportament és molt difícil de predir. D'una banda hi ha tendències a llarg termini que són degudes, normalment, a variacions sistemàtiques com l'augment de la radiació solar o les variacions orbitals; però, d'una altra, hi han fluctuacions caòtiques degudes a la interacció entre forçaments, retroalimentacions i moderadors. Ni tan sols els millors models climàtics tenen en compte totes les variables existents; per aquesta raó, hui en dia, només es pot aventurar una previsió del que serà el clima del futur més pròxim.
Així mateix, el coneixement dels climes del passat és, també, més incert a mesura que es retrocedeix en el temps. Esta faceta de la climatologia s'anomena paleoclimatologia i es basa en l'anàlisi del registre fòssil, els sediments, les marques de les glaceres i les bombolles closes en els gels polars. De tot això la ciència està traient una visió cada vegada més ajustada dels mecanismes reguladors del sistema climàtic.
El clima global requereix l'estudi d'un altre tipus de paràmetres anomenats forçaments externs. Per a conèixer com evoluciona el clima al llarg dels eons cal tenir en compte la influència dels aspectes capaços d'alterar-lo dràsticament. Són els següents:
- Efectes d'origen geològic
  - Deriva continental.
  - Emissions naturals com el vulcanisme.[30]
  - Corrents oceànics.
- Efectes antropogènics:
  - Emissions humanes
  - Desforestació
  - Hivern nuclear
- Efectes d'origen astronòmic.
- Variacions orbitals de la Terra o del Sol com:
  - Precessió,
  - Variació de l'excentricitat
  - Variació de la inclinació de l'eix de rotació
- Variacions en la lluminositat solar

### Canvi climàtic

Evolució de la temperatura de la Terra

Fins als anys 60 del segle xx, el concepte de «canvi climàtic» es referia únicament a una variabilitat climàtica, és a dir, una inconsistència o anomalia passatgera que s'entenia que era sempre d'origen natural. També es creia que la Terra era capaç de reabsorbir tot el diòxid de carboni generat pels humans i, en general, de restablir el seu equilibri climàtic natural sempre i de manera espontània. Tanmateix, ara el canvi climàtic implica que el canvi és a llarg termini i causat pels humans.
Els efectes de l'escalfament global inclouen canvis de gran abast i duradors sobre el medi ambient, els ecosistemes (espècies amenaçades, etc.) i les societats humanes. Entre els canvis econòmics i socials per causa de l'escalfament del planeta hi ha la migració mediambiental. El 2019 alguns països van declarar l'estat d'emergència climàtica. La contaminació atmosfèrica produeix, a més a més, l'enfosquiment global i la boirina àrtica, que augmenta els efectes del canvi climàtic.

### Clima global de la Terra en el passat

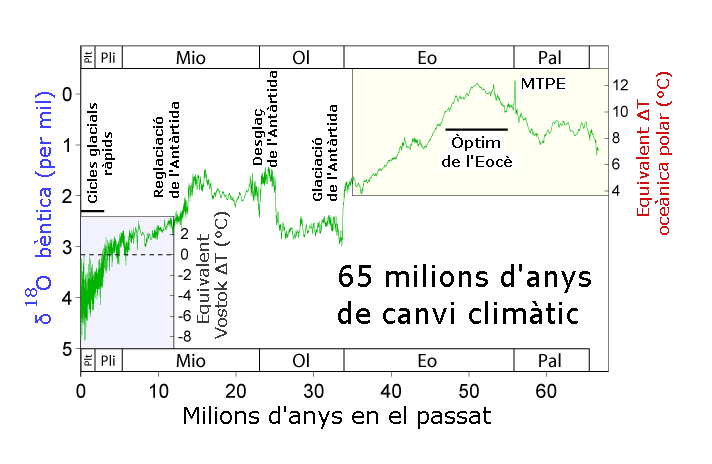
Evolució de la temperatura del planeta des del Paleogen fins al present.

#### Temperatura: màxims globals
Geòlegs i paleontòlegs han descobert que, en els últims 100 milions d'anys, les temperatures globals s'han enfilat a màxims en dues ocasions. Una punta va ser l'«hivernacle calent» del Cretaci fa aproximadament 92 milions d'anys (uns 25 milions d'anys abans de l'extinció dels dinosaures). L'activitat volcànica generalitzada podria haver augmentat el diòxid de carboni atmosfèric. Les temperatures eren tan altes que els campsosaures vivien a l'actual Àrtida canadenca i els boscos propis de climes temperats prosperaven a prop del pol sud. Un altre període d'«hivernacle» va ser el màxim tèrmic del Paleocè-Eocè, ara fa uns 55-56 milions d'anys. Tot i no ser tan calent com el del Cretaci, va provocar un augment molt ràpid de les temperatures. Durant gran part del Paleocè i l'Eocè primerenc, als pols no hi havia casquets de gel. Durant el Màxim Tèrmic del Paleocè-Eocè, la temperatura mitjana global podria haver augmentat entre 5-8 °C fins a arribar a una temperatura mitjana de 22,7 °C. […] Alhora, els registres paleoclimàtics com el fitoplàncton fossilitzat i els sediments oceànics registren un alliberament massiu de diòxid de carboni a l'atmosfera, duplicant o fins i tot quadruplicant les concentracions de base. Les temperatures de l'oceà profund van ser generalment elevades al llarg del Paleocè i l'Eocè, amb un pic especialment càlid entre les dues èpoques geològiques fa uns 56 milions d'anys. Les temperatures del passat es dedueixen a partir de "proxies" (proporcions d'isòtops d'oxigen de foraminífers fòssils)

#### Períodes glacials i interglacials
La naturalesa episòdica dels períodes glacials i interglacials de la Terra en els darrers dos milions d'anys, ha estat causada principalment pels canvis cíclics en la circumnavegació de la Terra respecte del Sol. Les variacions en l'excentricitat, la inclinació axial i la precessió de la Terra comprenen els tres cicles dominants, coneguts com els cicles de Milankovitch. En combinació, les variacions en aquests tres cicles, crea alteracions en l'estacionalitat de la radiació solar que arriba a la superfície de la Terra. Aquesta temporalitat, d'augment o disminució de la radiació solar, influeix directament en el sistema climàtic de la Terra afectant així l'avanç i/o la retirada de les glaceres. […] El canvi climàtic, i els períodes posteriors de glaciació, que resulten de les tres variables no depenen de la quantitat total d'energia solar que arriba a la Terra. Els tres cicles de Milankovitch afecten l'estacionalitat i la ubicació de l'energia solar al voltant de la Terra, afectant també els contrastos entre les estacions.

#### Registres paleoclimàtics i aproximacions
Els foraminífers bentònics d'aigües profundes conserven un registre essencial del clima passat de la Terra en les seves composicions d'isòtops d'oxigen i carboni. Tanmateix, aquest registre no té prou resolució temporal i/o control de l'edat en alguns llocs per determinar quins dels mecanismes de forçament i retroalimentació del clima eren més importants. Noves recerques científiques (2020, Westerhold et al.) han obtingut un registre més resolutiu i ben datat d'isòtops bentònics de carboni i d'oxigen dels darrers 66 milions d'anys. La seva reconstrucció i anàlisi mostren que el clima de la Terra es pot agrupar en estats concrets separats per transicions relacionades amb els canvis dels nivells de gasos d'efecte hivernacle i el creixement de les capes de gel polar. Cada estat climàtic és afectat pel ritme dels cicles orbitals, però respon a les variacions del forçament radiatiu en dependència de cada estat. Els diferents estats climàtics són identificats a partir de la seva resposta distintiva al forçament astronòmic en funció de les concentracions de gasos d'efecte hivernacle i del volum de la capa de gel polar. L'anàlisi estadística (comportament no lineal codificat) dels registres revela el paper clau que juga el volum de gel polar en la predictibilitat de la dinàmica del clima cenozoic.

## Models climàtics

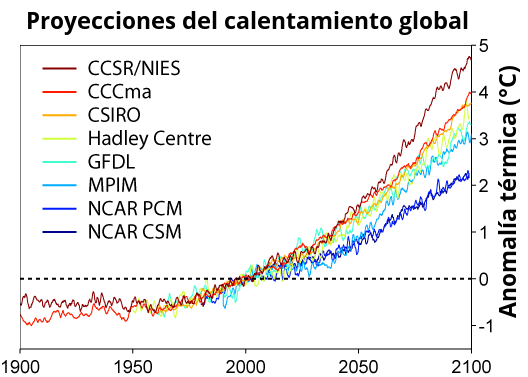
Diferents projeccions de futur de l'escalfament climàtic segons diversos models climàtics.

Els models climàtics usen mètodes quantitatius per simular les interaccions entre l'atmosfera, els oceans (circulació termohalina), la hidrografia continental, les biosferes marina i terrestre, el gel i en general de tot el sistema climàtic. Es fan servir amb diferents objectius, des de l'estudi de la dinàmica meteorològica i climàtica fins a les projeccions del possible clima futur.
Tots els models fan balanços d'energia entrant i sortint al planeta. Un resultat descompensat indica un increment, positiu o negatiu, de la temperatura mitjana al planeta. La sensibilitat climàtica és el canvi estacionari de la temperatura d'equilibri com a conseqüència de canvis en el pressupost energètic.